# جنگ لیوونی
جنگ لیوونی (به روسی: Ливонская война) یک جنگ بسیار بزرگ بود که به مدت ۲۵ سال بر سر کنترل سر کنترل لیوونی (در قلمرو استونی و لتونی امروزی) در گرفت. این جنگ هنگامی آغاز شد که روسیه تزاری پس از تهاجم خود به لیوونی با ائتلافی از دانمارک-نروژ، پادشاهی سوئد و اتحادیه لهستان–لیتوانی (که از سال تبدیل به مشترک‌المنافع لهستان–لیتوانی شد) روبه‌رو گشت.
از ۱۵۵۸ تا ۱۵۷۸، روسیه با موفقیت‌های نظامی اولیه در تارتو و ناروا بر منطقه تسلط یافت. انحلال کنفدراسیون لیوونی توسط روسیه، لهستان-لیتوانی را وارد این درگیری کرد و سوئد و دانمارک–نروژ نیز بین سال‌های ۱۵۵۹ تا ۱۵۶۱ مداخله کردند. استونی سوئد علیرغم تهاجم مداوم روسیه تأسیس شد و فردریک دوم دانمارک، اسقف‌نشین اوسل-ویک را خریداری کرد و آن را تحت کنترل برادرش مگنوس هولشتاین قرار داد. مگنوس تلاش کرد تا املاک لیوونی خود را گسترش داده و دولت خراج‌گزار روسیه، پادشاهی لیوونی را تأسیس کند که تا زمان جدایی او در سال ۱۵۷۶ رسماً وجود داشت.
در سال ۱۵۷۶، استفان باتوری پادشاه لهستان و دوک بزرگ لیتوانی شد و با موفقیت‌های خود بین سال‌های ۱۵۷۸ تا ۱۵۸۱، از جمله حمله مشترک سوئد-لهستان-لیتوانی در نبرد وندن، روند جنگ را تغییر داد. پس از آن، لشکرکشی گسترده‌ای در سراسر لیوونی انجام شد که به محاصره طولانی و دشوار پسکوف انجامید. بر اساس آتش‌بس یام زاپولسکی (۱۵۸۲) که به جنگ بین روسیه و لهستان-لیتوانی پایان داد، روسیه تمام متصرفات سابق خود در لیوونیا و پولوتسک را به نفع لهستان-لیتوانی از دست داد. سال بعد، سوئد و روسیه معاهده پلاسا را امضا کردند که در آن سوئد بیشتر اینگریا و لیوونیای شمالی را به چنگ آورد و در عین حال دوک‌نشین استونی (۱۷۲۱-۱۵۶۱) را حفظ کرد.